# 得寵先生
《得寵先生》（英語：An Abandoned Team；前名：《狗轉人生》）是2024年上映港產劇情電影，由李志偉、何英毅編導，由鄭丹瑞、盧慧敏、馮允謙、黃正宜主演。電影由寰亞電影和天下一電影合作拍攝，又經電影發展基金融資400萬。

## 故事大綱
脾氣火爆的任春佳（鄭丹瑞 飾）過著獨居的生活。婚姻早早失敗，與女兒任素儀（廖子妤 飾）的關係疏遠，這讓他感到越來越孤單。退休後，春佳覺得人生已經失去了意義，生無可戀。某一天，他決定上山結束自己的生命。正當他準備放手一切時，一隻流浪狗「燒腩」意外發現了他，並引來了動物義工鄧悅娜（盧慧敏 飾）前來營救。這個意外的相遇成了他命運的轉捩點。
春佳原本對狗有著強烈的排斥。然而，燒腩的行為改變了他對動物的看法。在悅娜的鼓勵下，他開始參與「汪之家」的志願工作，負責照顧被遺棄的流浪動物。隨著時間的推移，春佳從這些可憐的動物身上找到了自己的價值和生活的意義。他開始慢慢打開心扉，也在悅娜的陪伴下重新嘗試修補與女兒之間的關係。然而，當春佳以為自己的人生已經重回軌道，一切都開始變得更好了時，......

## 演員
| 演員   | 角色       | 介紹                                                                                               |
| 鄭丹瑞 | 任春佳     | 60歲獨居老人，為人火爆。被迫退休後，回望自己一生婚姻失敗，與獨生女兒關係疏離，生無可戀下決定尋死。 |
| 盧慧敏 | 鄧悅娜 Una | 動物義工，「汪之家」狗舍主人                                                                       |
| Little | 燒腩       | 流浪狗                                                                                             |
| 馮允謙 | 俊文       | 鄧悅娜男友，醫療用品公司少東                                                                       |
| 黃正宜 | Toby       | 鄧悅娜好友，獸醫護士                                                                               |
| 廖子妤 | 任素儀     | 任春佳女兒，與其不和                                                                               |
| 袁富華 | 石師傅     | 燒臘店老闆，燒腩前狗主，因風水問題而遺棄燒腩                                                       |
| 黃梓樂 | 朗朗       | 「汪之家」義工                                                                                     |
| 黃美芬 | 朗朗母親   | 不喜歡狗，繼而反對兒子在「汪之家」做義工                                                           |
| 區嘉雯 | 鄧悅娜母親 | 經常設法找機會與女兒見面，但不被諒解                                                               |
| 黃德斌 | 陳總       | 公司老闆，曾為任春佳下屬，後背叛其                                                                 |

## 獎項及提名
| 年份 | 頒獎典禮             | 獎項     | 入圍者         | 結果 |
| ---- | -------------------- | -------- | -------------- | ---- |
| 2025 | 第43屆香港電影金像獎 | 新晉導演 | 李志偉、何英毅 | 提名 |

## 外部連結
- 香港影庫上《得寵先生》的資料（繁體中文）
- 豆瓣电影上《得寵先生》的資料 （简体中文）
- 互联网电影数据库（IMDb）上《得寵先生》的资料（英文）